# Papa hōlua

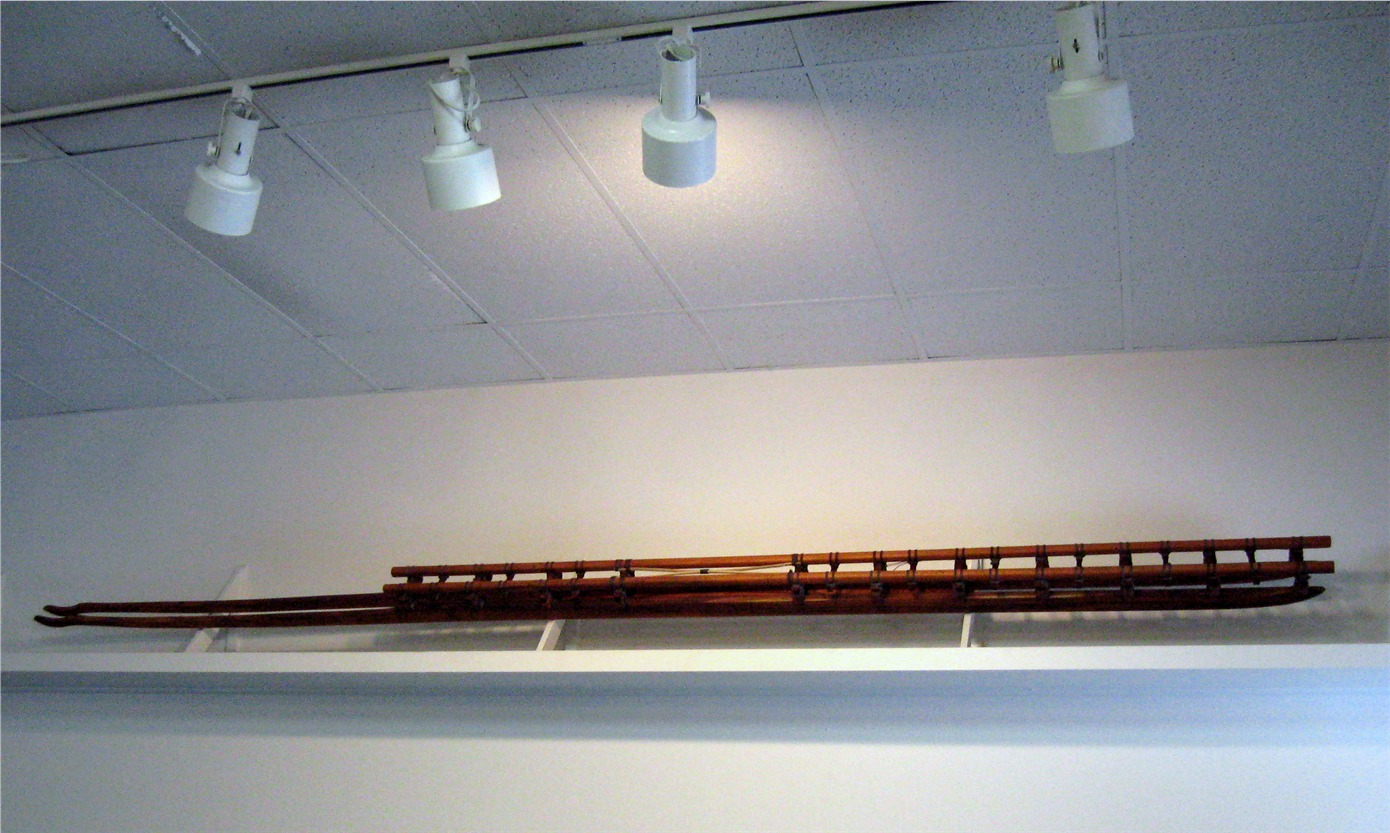
Die Rekonstruktion eines traditionellen Lavaschlittens im Keauhou Museum auf Hawaii

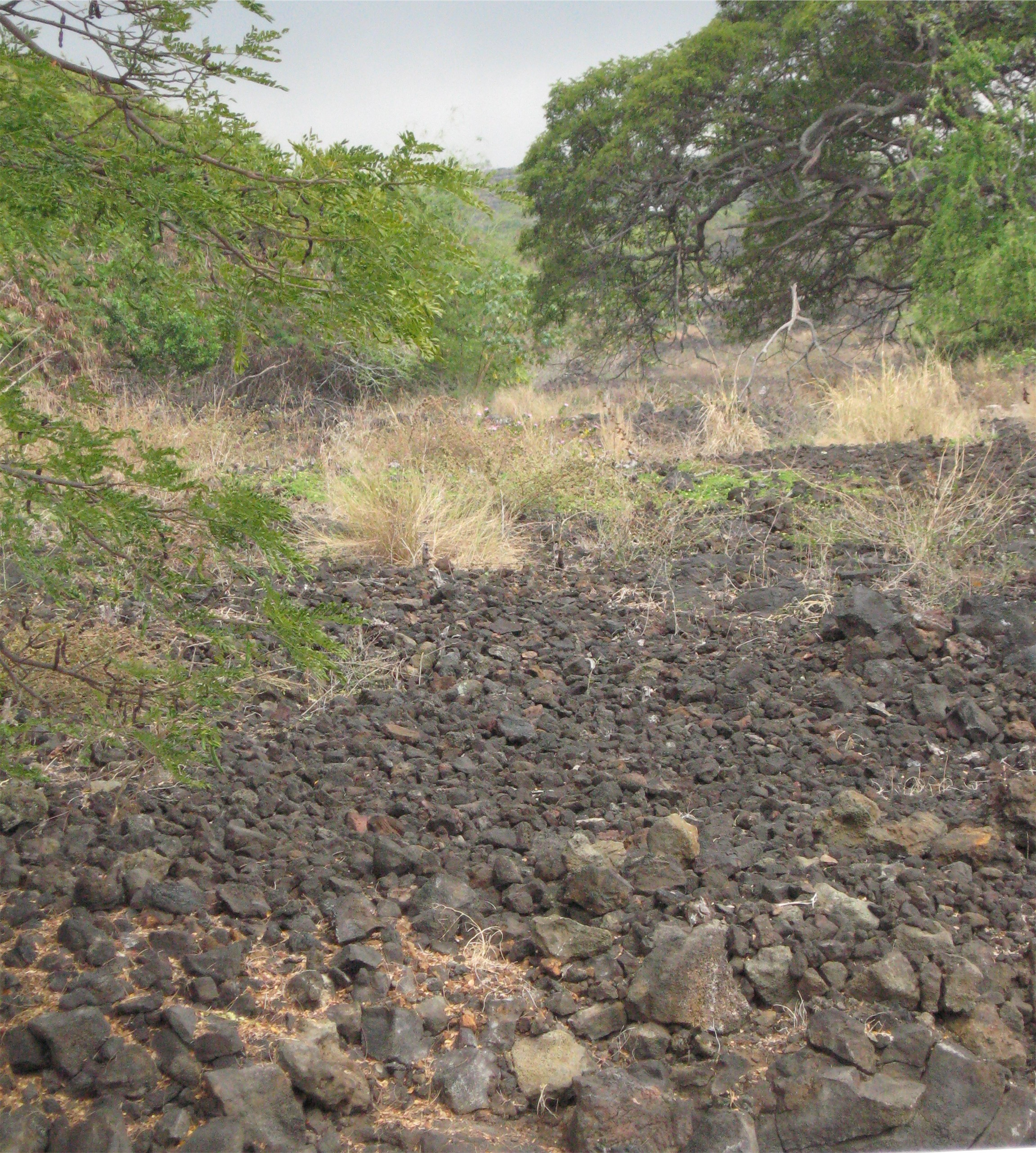
Keauhou Hōlua Slide – traditionelle Lava-Schlittenbahn (National Historic Landmark in Hawaii)

Papa hōlua (hawaiisch) ist ein aus Holz gefertigter Schlitten, mit dem man über mit Gras bewachsene oder mit Lavagranulat belegte Berghänge in der Regel am Bauch liegend heruntergleitet. Traditionell ist der Schlitten als Ritual mit hohem Risiko auch eine Mutprobe für hawaiische Krieger. Er wird vereinzelt noch heute benutzt und ist auch in traditioneller Ausführung handwerklich gefertigt erhältlich.

## Der Schlitten
Die Schlitten sind ca. 3,7 m lang, aber nur ca. 16 cm breit und 10 cm hoch. Das Risiko bei Fahren mit diesen Schlitten besteht zum einen in der geringen Breite und Höhe, die einen großen Teil des Körpers auf holprigen Lavapisten ungeschützt lässt und zum anderen in den hohen Geschwindigkeiten von 80 – 100 km/h, die damit erreicht werden. Die Lavaschlitten bestehen aus Kufen und einem Überbau. Gefertigt werden sie aus harten, einheimischem Hölzern, wie beispielsweise aus Kauila oder ʻŌhiʻa. Sie sind extrem widerstandsfähig. Die Kufen sind vorne leicht hochgebogen, hinten gerade und an der Unterseite abgerundet. Durch Querstreben werden sie fixiert. Der Überbau besteht aus 2 Stangen, die kürzer sind als die Kufen und ebenfalls durch Querträger auseinandergehalten werden. Die Konstruktionsteile sind durch traditionelles Sennit-Tauwerk verbunden. Die Kufen werden mit Nussöl gewachst. Gefahren werden die Schlitten stehend, sitzend oder liegend.

## Papa hōlua in der Mythologie
Der Lavaschlitten spielt in der hawaiischen Mythologie eine wichtige Rolle. Bekannt ist vor allem die Schlittenrennen zwischen der Schneegöttin Poliʻahu und der Vulkangötten
Pele auf dem Mauna Kea. Zwei Rennen gewann die sportliche Poliʻahu. Als Pele im dritten Rennen wieder zurücklag, schleuderte sie glühende Lava auf ihre Konkurrentin. Dieser Kampf führte zur göttlichen Machtteilung auf der Hawaii-Insel. Pele beherrscht Kīlauea und Mauna Loa, Poliʻahu den nördlichen Teil von Big Island.